# Vinicio Franco
Vinicio Antonio Franco Rodríguez (Puerto Plata, 14 de septiembre de 1933-Santo Domingo, 19 de diciembre de 2020) más conocido como Vinicio Franco, fue uno de los cantantes más importantes e icónicos de merengue en República Dominicana.

## Biografía

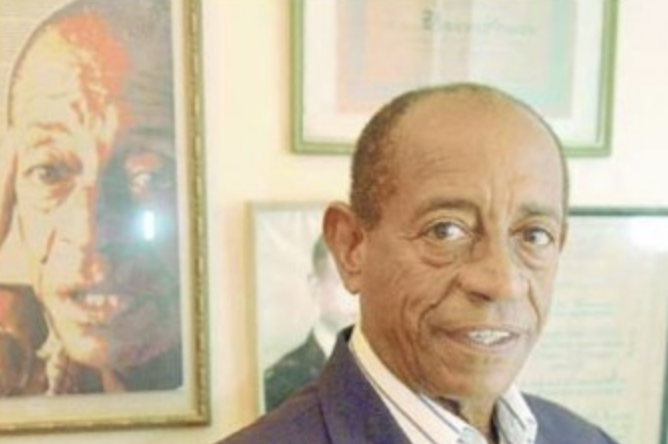
Vinicio Franco

Más conocido como Vinicio  "Mambo" Franco. Como casi todos los cantantes de la época en que se desarrolla este artista, inició su carrera cantando en las llamadas "alturas", o en los denominados "kilómetros" en la ciudad capital que se identificaba como Ciudad Trujillo, nombre que se le dio en el año 1936, para satisfacer la vanidad insaciable del dictador Rafael Trujillo. En esos sectores estaban los establecimientos de las llamadas zonas de tolerancia y sus propietarios, para darle buen servicio musical a la muy numerosa clientela contrataban los mejores músicos y cantantes populares para amenizar cada noche los bailables. Por esos lugares desfilaron los mejores: Francis Santana, Joseíto Mateo, Luis Vásquez, y un largo etc. En el centro de diversión "Recreo de Turismo", en el año 1952, se inició Vinicio Franco. Esa fecha marca una trayectoria artística de mucha incidencia en la historia del arte popular. Su primera grabación la realiza en el año 1957 con la orquesta de Antonio Morel, para el sello "Guarachita" de Radhamés Aracena: "Apágame la vela" un muy divulgado merengue escrito por Bienvenido Brens y la salve "Oye Nena" de Alexis Camilo Morel. Los dos temas tienen una buena acogida por el público, especialmente "Apágame la vela" que a tantos años de esa primera versión ha sido grabado por varios grupos musicales del continente. Con la orquesta de Antonio Morel el nombre de Vinicio Franco se da a conocer en nuestra geografía. Fue cantante titular de la Super Orquesta San José en La Voz Dominicana , actuando en la televisión con esa agrupación musical. Formó parte del Combo Show de Johnny Ventura. Participó en la grabación del tema "Ah, yo no sé, no" de la autoría de Johnny Ventura y Mundito Espinal", que mereció un disco de oro por sus voluminosas ventas. Con la orquesta de Rafael Solano laboró por años realizando presentaciones en todo el territorio nacional y varios países del continente. Participó en grabaciones con la orquesta del reputado músico para el sello Kubaney, siendo suceso musical su versión de "Siña Juanica", merengue de Félix López con Armando Beltré y Rico López. Vinicio Franco ha hecho grabaciones, siempre interpretando merengues, para el sello Ansonia de New York. Agotó una larga temporada actuando con su grupo musical en el prestigioso hotel Casa de Campo, situado en el mundialmente conocido polo turístico de la ciudad de La Romana. Ha actuado en Venezuela, Curazao, Colombia, Argentina, New York, Miami y varias ciudades de la Unión Norteamericana con un repertorio que sobrepasa las 450 canciones y con una carrera artística de 60 años.

## Fallecimiento
Vinicio Franco murió en un hospital de Santo Domingo después de haber contraido COVID-19 a los 87 años.

## Discografía
- Merengues (1960)
- Merengues Vol. 2 (1960)
- Merengues Vol. 3 (1967)
- La Salsa de Vinicio Franco (1970)
- El Príncipe del Merengue (1970)
- Merengues Navideños Vol. 4 (1972)
- Mangulinas Vol. 5 (1972)
- Merengues Vol. 8 (1976)
- Vinicio Franco (1980)